# ريتشموند راك
ريتشموند راك هو لاعب كرة قدم سويسري في مركز الوسط، ولد في 10 مارس 1985 في أكرا في غانا. لعب مع لو مون لوزان ونادي غراسهوبر زيوريخ ونادي لوزان ونادي نوشاتل زاماكس.

## وصلات خارجية
- ريتشموند راك على موقع قاعدة بيانات كرة القدم.إي يو (الإنجليزية)
- ريتشموند راك على موقع Soccerway.com (الإنجليزية)